# Pavetta tenuiflora
Pavetta tenuiflora är en måreväxtart som beskrevs av Friedrich Anton Wilhelm Miquel. Pavetta tenuiflora ingår i släktet Pavetta och familjen måreväxter.
Artens utbredningsområde är Moluckerna. Inga underarter finns listade i Catalogue of Life.